# Tjeerd Kuipers

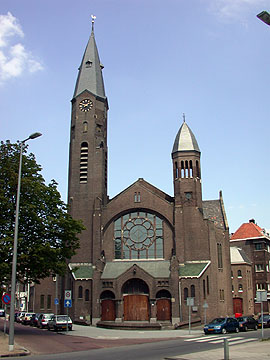
Rotterdam: Bergsingelkerk

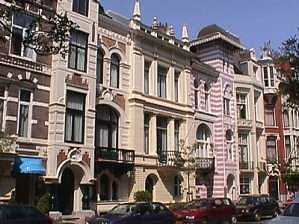
Amsterdam: De Zeven Landen

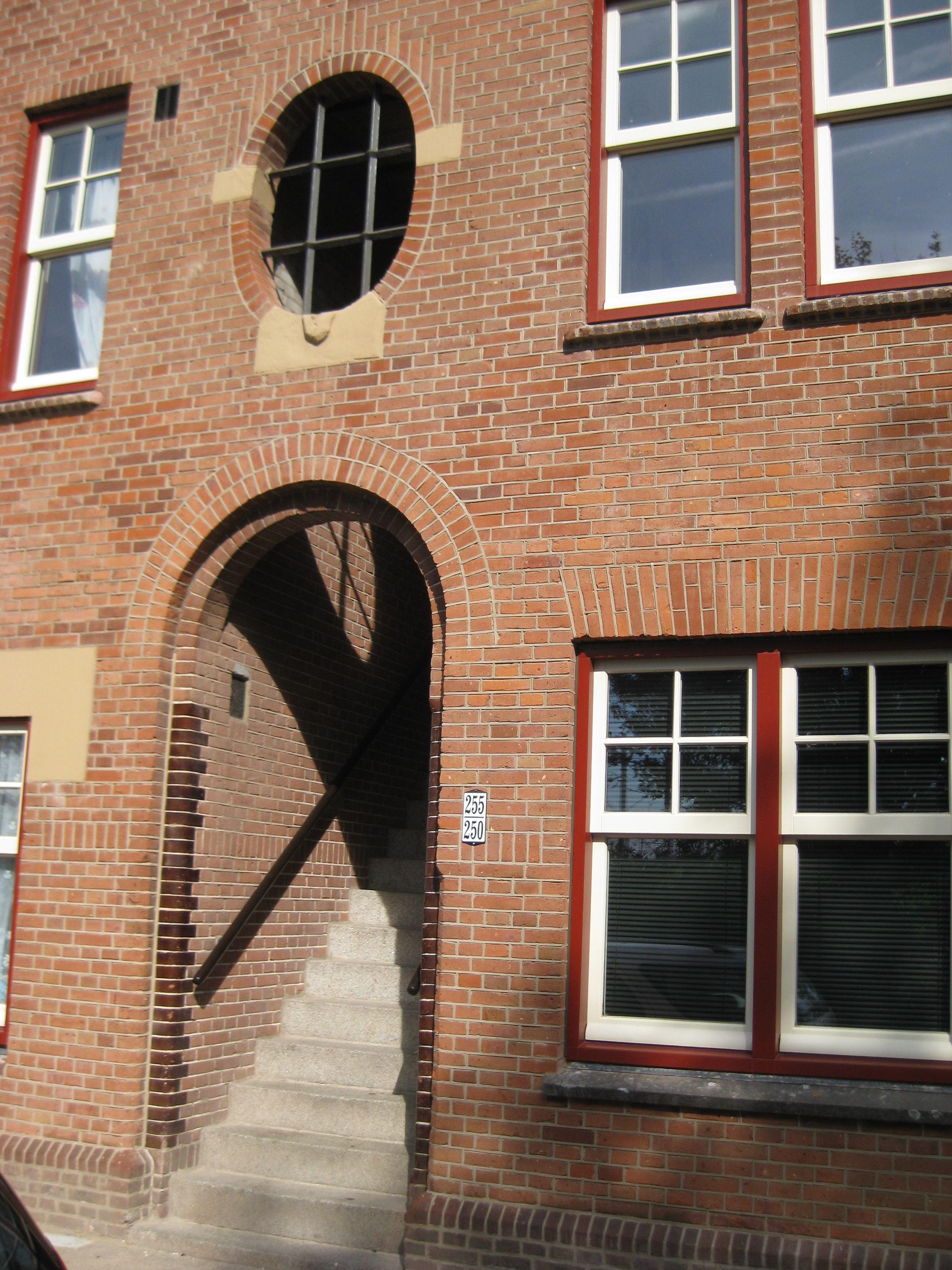
Amsterdam: Woningbouw in Zaanstraat

Tjeerd Kuipers (Gorredijk, 21 december 1857 - Laren, 13 november 1942) was een Nederlandse architect. Hij was de ontwerper van meer dan vijftig kerken, waarvan er slechts een beperkt aantal bewaard is gebleven. Ook zijn broers Roelof Kuipers en Foeke Kuipers waren architect.

## Achtergrond
Kuipers ontwierp tussen 1888-1928 meer dan vijftig voornamelijk gereformeerde kerken. Tjeerd werkte bij architectenbureau Salm en later bij Sanders en Berlage. (Zie Hendrik Petrus Berlage). Nadat eerst een aantal ontwerpen niet werd uitgevoerd, o.a. voor kerken in Katwijk aan Zee en Amsterdam, en een aannemer zijn ontwerp voor een kerk in Haarlem plagieerde, bouwde Kuipers in 1888 zijn eerste kerk in het Friese Makkum. Kuipers gebruikte gedurende zijn carrière verschillende bouwstijlen. Zijn vroegste werk, tot ca. 1896, is in het algemeen in neorenaissance stijl. Daarna ontwerpt hij een aantal kerken waarin invloeden uit het romaans en de gotiek worden gecombineerd met het rationalisme van Berlage. Vanaf 1899 voert dit rationalisme de boventoon. Een aantal van zijn laatste kerken in de jaren '20 is in een gematigde expressionistische stijl. Naast nieuwe kerken vergrootte Kuipers ook een aantal oudere kerken, onder meer in Hardenberg en Rijssen.
Naast kerken ontwierp Kuipers vele profane werken. Zijn eerste werk uit 1886 was een gereformeerde school in Buiksloot (gesloopt in 1964). Een van zijn bekendste werken is een rij van zeven huizen in de Amsterdamse Roemer Visscherstraat, waarbij bij elk huis een bouwstijl uit een ander Europees land is verwerkt, de zogenaamde Zevenlandenhuizen. Samen met architect Arnold Ingwersen ontwierp hij woningbouwcompexen voor protestants-christelijke woningbouwverenigingen. Voorbeelden hiervan zijn het woningbouwcomplex voor Patrimonium aan de Zaanstraat en de Hembrugstraat in de Spaarndammerbuurt en het woningbouwcomplex voor Patrimonium aan het Zwanenplein en Ganzenweg in de Vogelbuurt, beide in Amsterdam uit 1918/1919.